# 사자나미
빗창앵무(사자나미, lineolated parakeet)는 앵무목 앵무과에 속하는 조류이다. 중남미의 고원일대에서 주로 서식한다.
빗창앵무의 다른 이름인 사자나미는 일본에서 불리던 명칭이 건너온 것이며 일본어로 잔물결이라는 뜻을 가지고 있다. 따라서 사자나미라는 용어보다는 빗창앵무의 사용이 권장된다.

## 분포
남아메리카, 파나마 서쪽, 베네수엘라, 콜롬비아, 에콰도르, 페루, 볼리비아 등 산림이 풍부한 지역에 주로 서식한다.

## 형태
몸 전체 길이는 15cm, 몸무게는 40-60g 정도 된다. 품종 개량에 의해서 코발트, 머브, 루티노, 터콰즈 등 다양한 색이 존재한다.

## 특징
과일을 좋아하고, 물장난에 익숙하다. 야생에서는 무리 생활을 한다. 묽은 변을 본다. 동작이 느리고, 행동은 코뉴어와 유사하다. 다른 앵무목 새들과 달리 옆으로 걷는 것보다, 주로 앞으로 걷는 편이며, 순하고 입질이 심하지 않은 편으로 유명하다.

## 성별판단
외관만으로는 성별을 판단하기 어렵다. 주로 오랜 사육자의 경험과 직관으로 성별을 판단한다.

## 색 변이
노멀

루티노

크리미노(블루 인자)：탁한 푸른색 기운을 띄는 블루가 바탕으로, 흰색은 아니고 엷은 황색이다.

타쿼이즈(청록색)：불완전한 청색 parblue(partial blue) 을 띈다.

스팬：싱글 팩터와 더블 팩터가 있으며, 암컷은 싱글 팩터가 존재하지 않는다.

다크 팩터：싱글 팩터와 더블 팩터가 있다. 노멀의 경우 '다크', '올리브'로 불리며, 블루의 경우 '코발트, '머브'로 불린다.

바이올렛 팩터：싱글 팩터와 더블 팩터가 있다.

색 변이
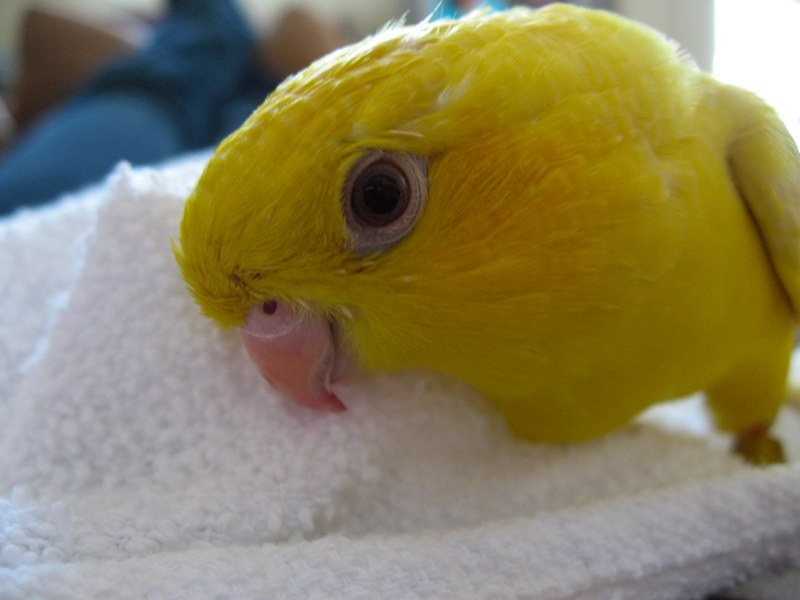
루티노
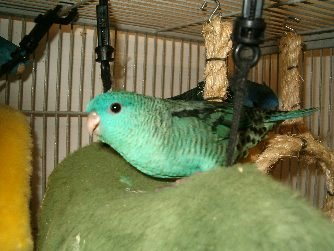
타쿼이즈
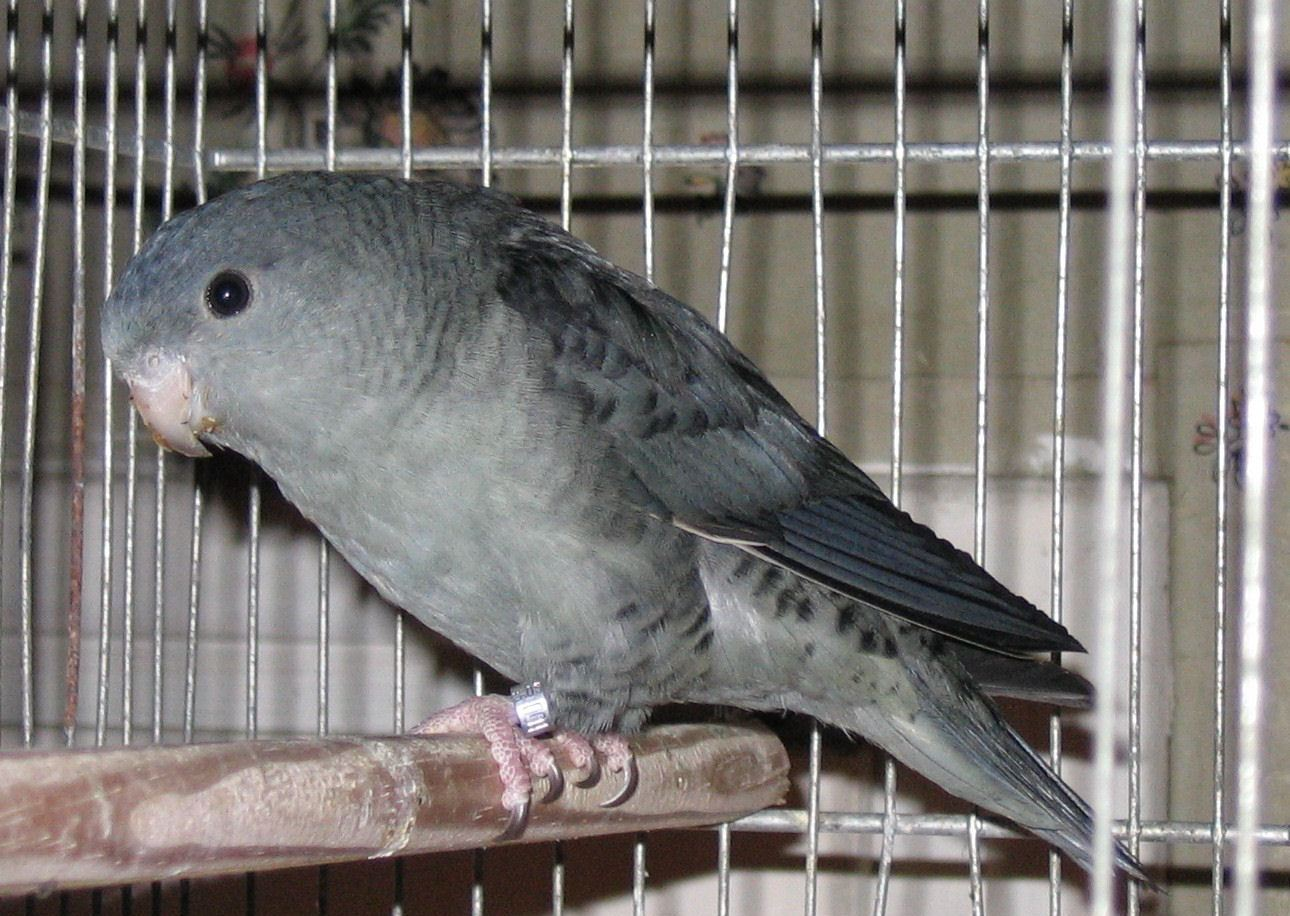
그레이

## 기르는 법
수명은 10~15년 정도이다. 물에 익숙하고, 수영을 좋아한다. 본래 2,000미터 고산 지대에 서식하던 종이라, 추위에는 강하지만 더위는 약한 편이다. 하지만, 아직 어린 새는 주변 환경 변화와 온도에 민감하기 때문에 따뜻한 온도를 유지하는 게 좋다. 울음소리가 작고 우물거리기 때문에 조용한 앵무새를 키우려는 사육자에게 적합하다. 겁이 많지만, 잘 길들이면 손을 타고 애교도 부린다.

## 질병 예방 및 치료
어린 새는 감기에 취약하며 초기 증상은 콧물과 재채기를 동반한다. 온도는 25~30도, 습도는 40~50%를 지속하며 주변 환경을 쾌적하게 한다. 일부 톱밥으로 된 베딩은 오랜 시간이 지나면 가루가 되어 새의 호흡기에 좋지 않은 영향을 주므로 되도록 지양하는 게 좋다. 신문지 베딩은 종이 재질의 특성상 독성이 있기 때문에 새의 건강에 유해하다. 햇빛에 말리거나 다림질로 소독한 신문지를 펼쳐서 베딩판에 놓으면, 신문지 잉크의 독성으로부터 새의 건강을 지킬 수 있다.